# Стегерен
Стегерен (нід. Stegeren) — селище в нідерландській провінції Оверейсел. Входить до муніципалітету Оммен.
Його площа становить 9,02 км², а населення станом на 2021 рік складало 155 осіб.
Перша згадка про населений пункт датується 1244 роком.